# Comuna Zeleni Kurîlivți, Nova Ușîțea
Zeleni Kurîlivți (în ucraineană Зелені Курилівці) este o comună în raionul Nova Ușîțea, regiunea Hmelnîțkîi, Ucraina, formată din satele Pîjivka și Zeleni Kurîlivți (reședința).

## Demografie
Componența lingvistică a comunei Zeleni Kurîlivți
     Ucraineană (99,35%)
     Alte limbi (0,6%)
Conform recensământului din 2001, majoritatea populației comunei Zeleni Kurîlivți era vorbitoare de ucraineană (99,35%), existând în minoritate și vorbitori de alte limbi.